# 옐레나 야코블레바
옐레나 알렉세예브나 야코블레바(러시아어: Еле́на Алексе́евна Я́ковлева, 영어: Elena Alexeevna Yakovleva, 1961년 3월 5일 ~ )는 러시아의 배우이다.

## 출연 작품
- 인터 걸 2 (1990)
- 인터 걸 (1989)